# Hydractinia spiralis
Hydractinia spiralis is een hydroïdpoliep uit de familie Hydractiniidae. De poliep komt uit het geslacht Hydractinia. Hydractinia spiralis werd in 1910 voor het eerst wetenschappelijk beschreven door Goto. 